# 17932 Viswanathan
17932 Viswanathan là một tiểu hành tinh vành đai chính với chu kỳ quỹ đạo là 1320.7782598 ngày (3.62 năm).
Nó được phát hiện ngày 6 tháng 8 năm 1999.